# 安哈尔特-多恩堡
安哈爾特-多恩堡親王國（德語：Fürstentum Anhalt-Dornburg）位於現今德國的薩克森-安哈爾特州，是1667年至1742年間神聖羅馬帝國的其中一個親王國，首府位於多恩堡。1667年安哈爾特-采爾布斯特親王約翰六世去世後，其三位兒子瓜分其領地，其中第六子約翰·路德維希一世以多恩堡為中心建立了安哈爾特-多恩堡分支，同時存在的還有安哈爾特-采爾布斯特（長系）與新建立的安哈爾特-米林根。約翰·路德維希一世死後，其五個兒子同時繼任親王，五人共同統治親王國。該親王國一直存續到1742年，時任兩位仍在世的共治親王克里斯蒂安·奧古斯特和約翰·路德維希二世繼承了絕嗣的安哈爾特-采爾布斯特（長系），安哈爾特-多恩堡重新併入安哈爾特-采爾布斯特。

## 安哈爾特-多恩堡親王（1667年–1742年）
- 約翰·路德維希一世 1667年–1704年
- 約翰·路德維希二世 1704年–1742年 （共治）
- 約翰·奧古斯特（John Augustus） 1704年–1709年 （共治）
- 克里斯蒂安·路德維希（Christian Louis） 1704年–1710年 （共治）
- 約翰·腓特烈（John Frederick） 1704年–1742年 （共治）
- 克里斯蒂安·奧古斯特 1704年–1742年 （共治）

1742年重新併入安哈爾特-采爾布斯特。

## 外部連結
- 安哈爾特-多恩堡王朝年表